# Combe
|  | Aquest article tracta sobre el personatge mitològic. Si cerqueu la llengua bantu occidental, vegeu «Combe (llengua)». |

Segons la mitologia grega, Combe (en grec antic: Κόμβη) va ser una nimfa, filla del déu-riu Asop. Més endavant se la va confondre amb la nimfa Calcis, epònima de la ciutat de Calcis a Eubea.
Les tradicions diuen que va tenir molts fills, però no es posen d'acord pel que fa al nombre. N'hi ha que parlen de que en va tenir fins a cent. El més corrent és atribuir-n'hi set, els set coribants d'Eubea, que es deien Primneu, Mimant, Àcmon, Damneu, Ocitous, Ideu i Melisseu. Estava casada amb el déu Socos o Saocos, un déu violent fins al punt que Combe va fugir amb els fills i estigué vagant per Creta, on es refugià a Cnosos, després per Frígia, on van tenir cura de Dionís, i finalment per l'Àtica on va demanar empara a Cècrops, que els acollí. Quan Socos va morir, tornà a Eubea amb els seus fills, on, en un relat no gaire clar, potser quan els seus fills volien matar-la, es transformà en colom.
Una altra tradició diu que els fills que va tenir amb Socos eren els curets, que amb les seves danses van impedir que des de l'Olimp se sentissin els plors de Zeus infant.